# インディアン座
インディアン座 (インディアンざ、Indus) は、南天の星座の1つ。日本からは星座の全域を見る事はできない。

## 主な天体

### 恒星
2022年4月の時点で、国際天文学連合が固有名を認証した恒星は1つもない。
- α星：3.11等[3]。インディアン座で最も明るい恒星。中国の星図でインディアン座の領域が「波斯」とされたことに由来する「ペルシアン (Persian)」という名が知られる[4]。
- β星：3.65等[5]。
- ε星：太陽系から11.867 光年と非常に近くにある恒星の1つ[6]。

### 星団・星雲・銀河

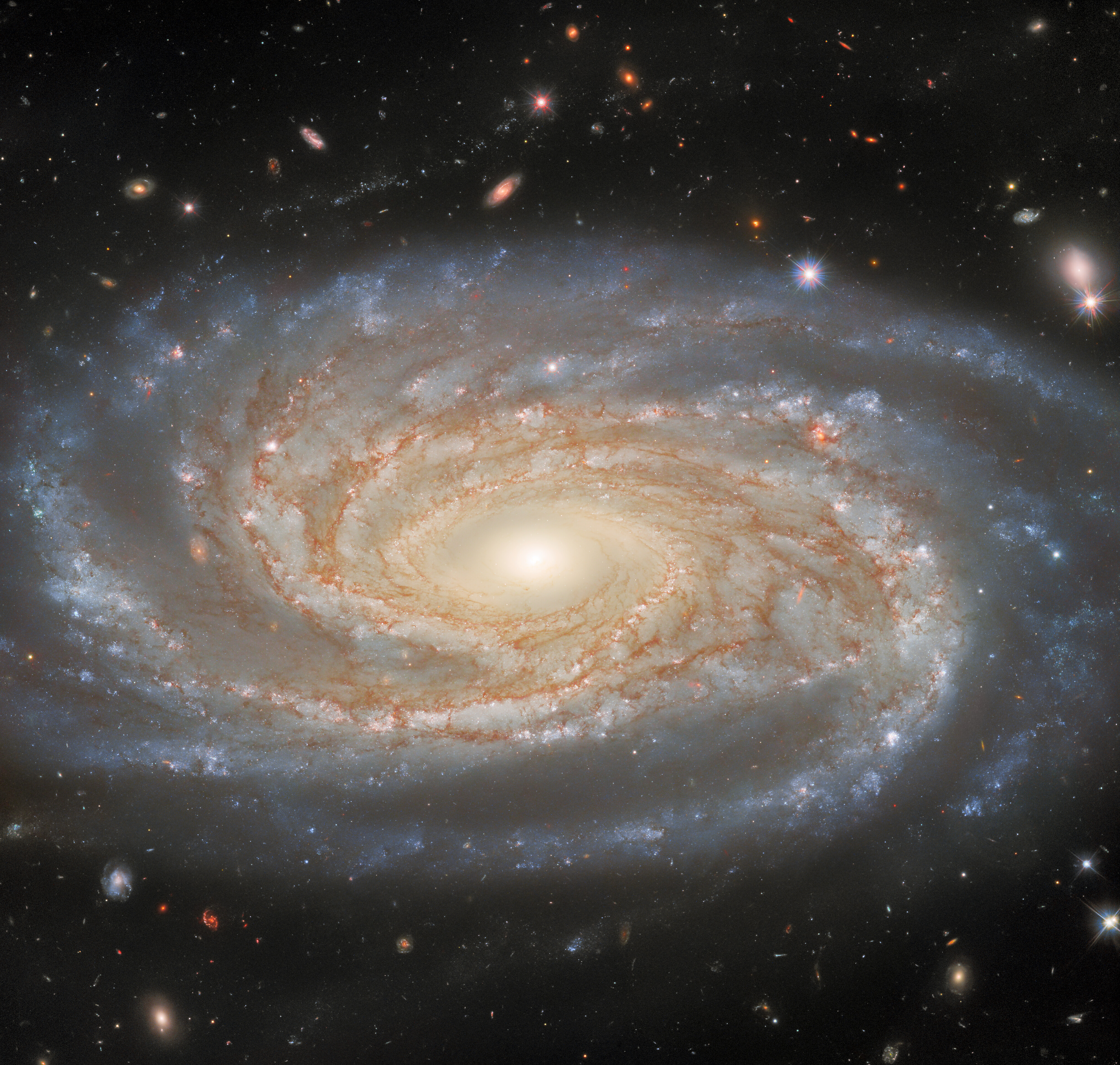
ハッブル宇宙望遠鏡が撮像した渦巻銀河NGC7038。

- NGC 7090：渦巻銀河。
- NGC 7038：渦巻銀河。

## 由来と歴史

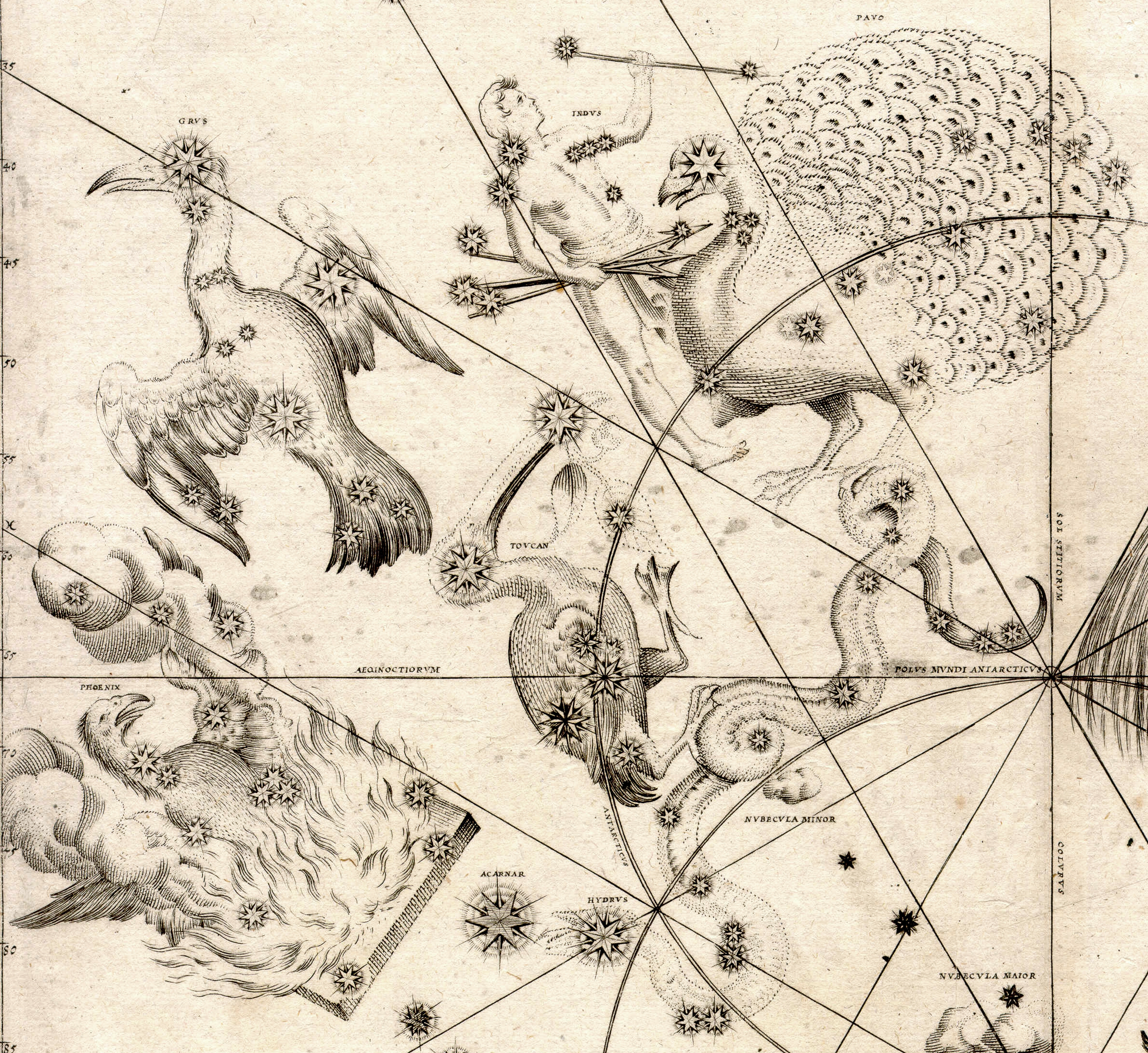
『ウラノメトリア』に描かれたインディアン座（中央上）

ペーテル・ケイセルとフレデリック・デ・ハウトマンが残した観測記録を元にペトルス・プランシウスが1597年に作成した地球儀に残したものが最初である。ヨハン・バイエルが1603年に発刊した『ウラノメトリア』でそれを引用したことにより世に知られるようになった。ケイセルたちは、16世紀末にマダガスカルからスマトラ、ジャワにかけて航海しており、この間に接したアフリカ南部からマダガスカル、東インド諸島の原住民をモデルにしたものと考えられている。
中国明末期崇禎帝の時世の1631-1635年にかけてイエズス会士アダム・シャール（湯若望）が徐光啓らとともに編纂した天文書『崇禎暦書』では、この星座の領域にペルシアを意味する「波斯」という名前の星官が置かれた。
インディアン座は新しい星座であるため、神話や伝承は伝わっていない。

## 呼称と方言
日本では、時代とともに呼称が改訂されている。明治期は「アメリカの蛮族」という意味の「米蕃（べいばん）」という訳語が充てられていたが、日本天文学会の会誌『天文月報』1910年2月号から「印度人（インドじん）」と訳が改められた。1952年7月、日本天文学会が「天文述語集」を刊行した際、星座名はひらがなまたはカタカナで表記することとされ、同時にこの星座の名称は「インデアン」と改められた。この頃、東亜天文学会系列の研究者の一部では「インデヤン」の表記が用いられた。さらに、1974年に文部省から『学術用語集天文学編』が刊行された際に「インディアン」と表記が改められた。